# ロシア科学・高等教育省

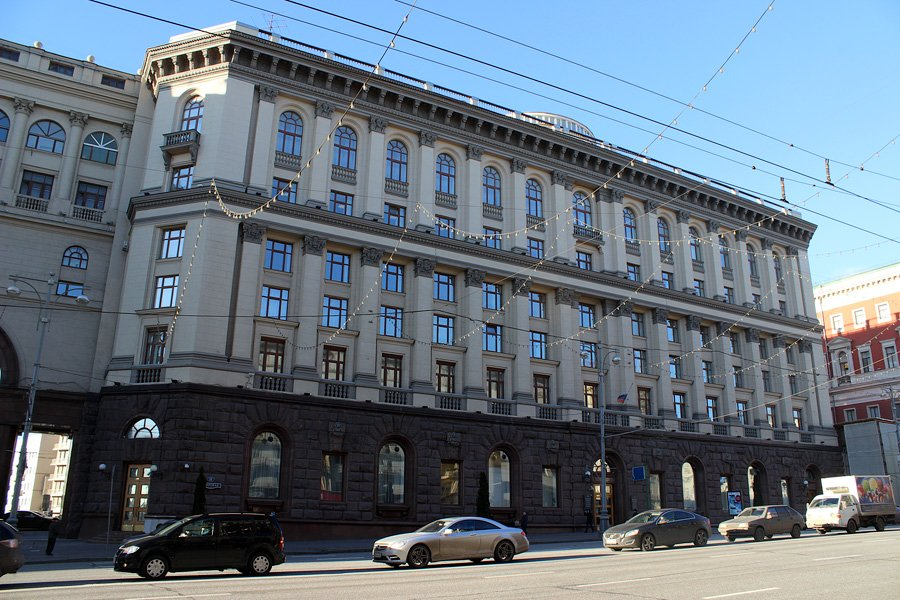
ロシア科学・高等教育省（モスクワ・トゥヴェルスカヤ通り11番）

ロシア科学・高等教育省（ロシアかがく・こうとうきょういくしょう、ロシア語: Министе́рство нау́ки и вы́сшего образова́ния Росси́йской Федера́ции)、英語: Ministry of Science and Higher Education）はロシアの省庁の一つで、科学研究と高等教育を担当する。ロシア科学アカデミーの全ての研究所を管轄する。本部はモスクワ中央行政区トゥヴェルスク地区（トゥヴェルスカヤ通り11番）にある。
2018年5月に、それまでのロシア教育・科学省からロシア教育省と分離する形で設立された。初代大臣にはミハイル・コチュコフが就任した。2020年1月からはヴァレリー・ファルコフが大臣を務めている。